# Zubří (district de Vsetín)
Pour les articles homonymes, voir Zubří.
Zubří (en allemand : Zubern) est une ville du district de Vsetín, dans la région de Zlín, en Tchéquie. Sa population s'élevait à 5 532 habitants en 2023.

## Géographie
Zubří se trouve à 16 km au nord-est de Vsetin, à 42 km au nord-est de Zlín, à 42 km au sud-sud-ouest d'Ostrava et à 272 km à l'est-sud-est de Prague.

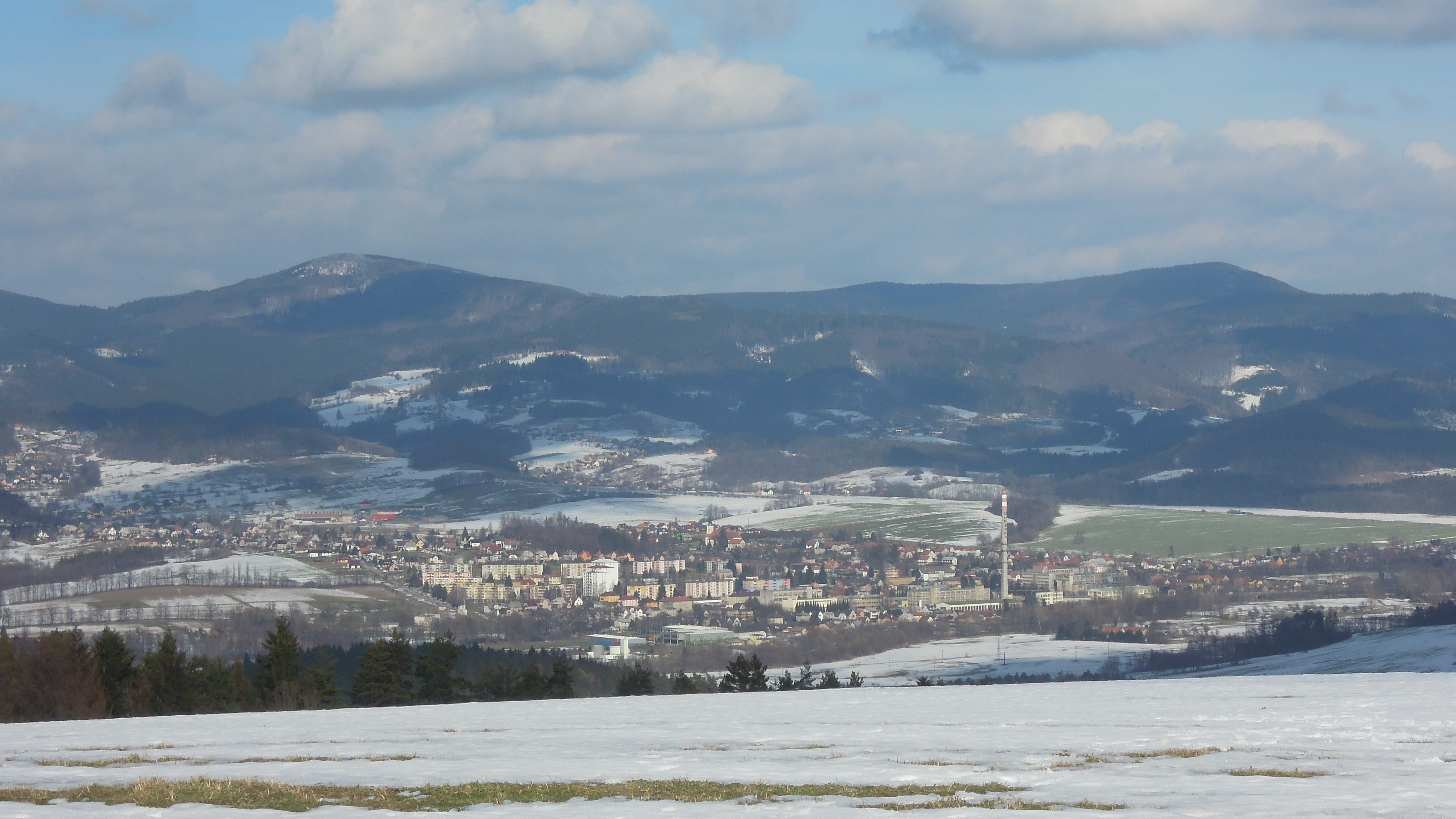
Panorama de Zubří en hiver.

La commune est limitée par Mořkov et Veřovice au nord, par Rožnov pod Radhoštěm à l'est, par Vidče et Střítež nad Bečvou au sud, et par Zašová à l'ouest.

## Histoire
La première mention écrite de la localité date de 1310.

## Galerie

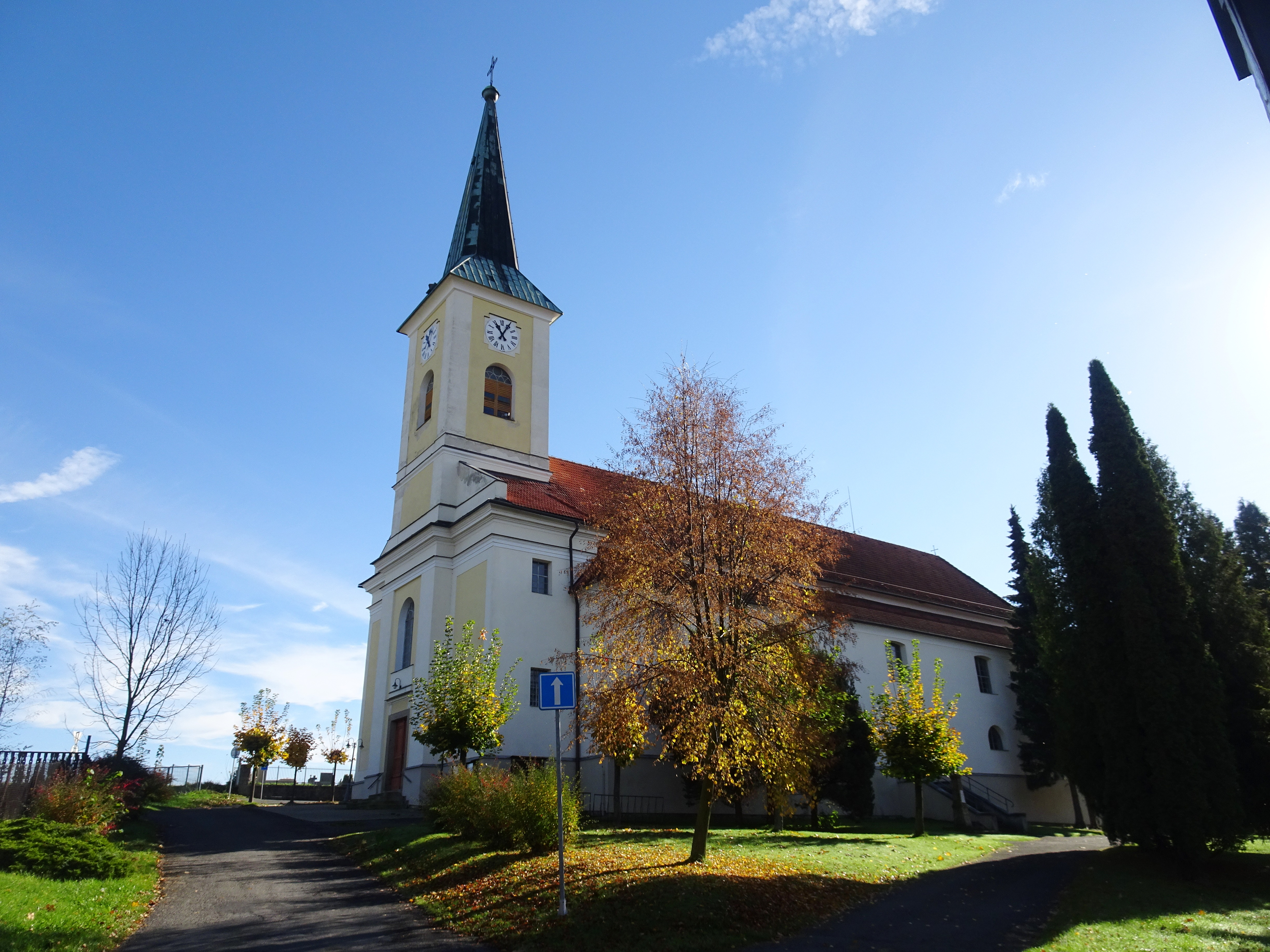
Église Sainte-Catherine.
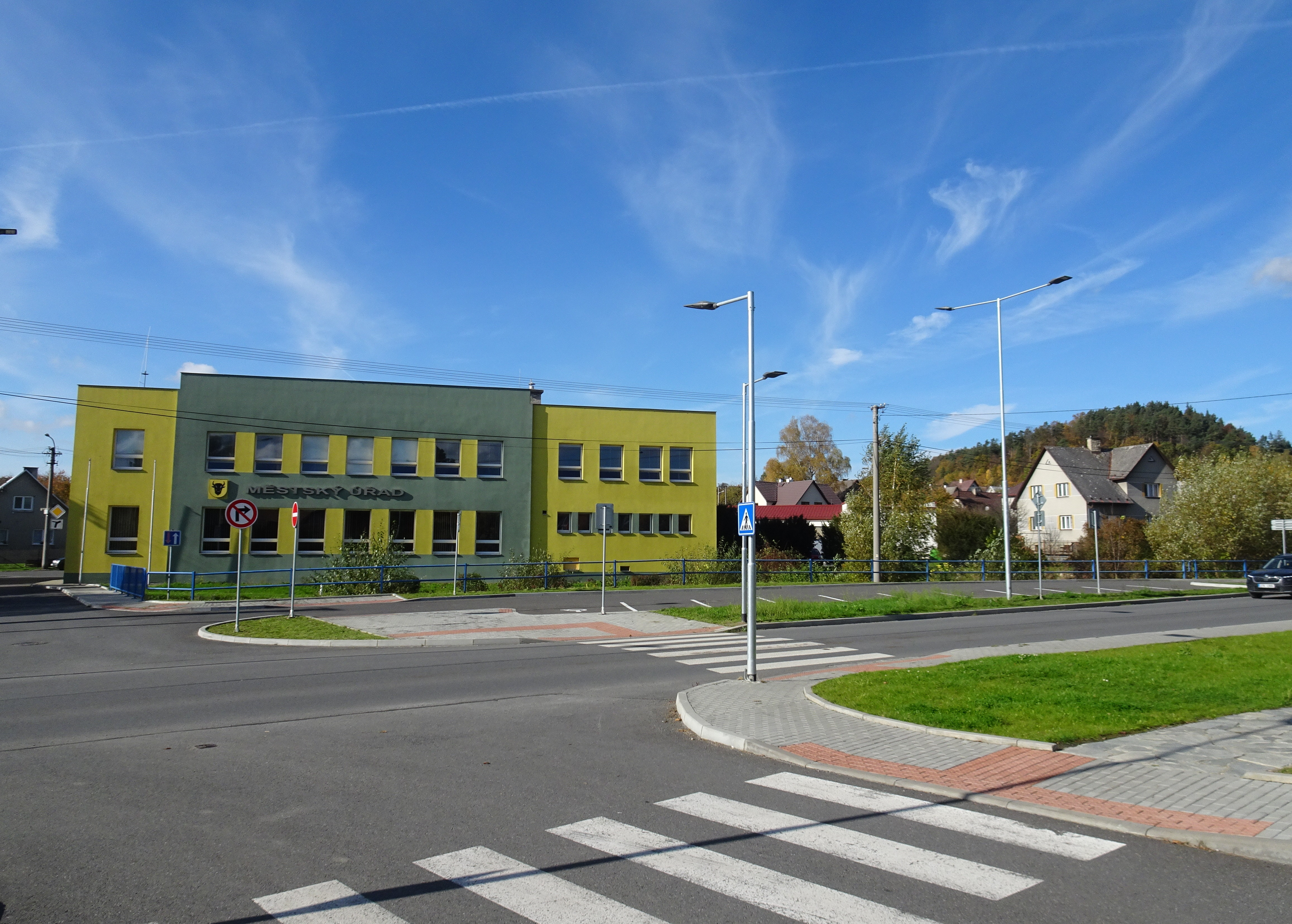
Zubří : hôtel de ville.

## Jumelages
- Palárikovo (Slovaquie)
- Považská Bystrica (Slovaquie)
- Rosdorf (Allemagne)
- Furth an der Triesting (Autriche)